# Halowe Mistrzostwa Świata w Lekkoatletyce 2010 – bieg na 400 m mężczyzn
Bieg na 400 metrów mężczyzn – jedna z konkurencji rozgrywanych podczas 13. Halowych Mistrzostw Świata w hali Aspire Dome w Dosze.
Wymagane minimum A do udziału w mistrzostwach świata wynosiło 47,00 (uzyskane w hali), bądź – 45,25 (na stadionie). Eliminacje i półfinały odbyły się 12 marca, a finał dzień później. W konkurencji tej startował jeden reprezentant Polski – Marcin Marciniszyn, który odpadł w eliminacjach.

## Terminarz
| Data          | Godzina | Runda      |
| ------------- | ------- | ---------- |
| 12 marca 2010 | 9:35    | Eliminacje |
| 12 marca 2010 | 19:30   | Półfinał   |
| 13 marca 2010 | 18:05   | Finał      |

## Rezultaty
| Poz. – pozycja \| CR – rekord mistrzostw \| NR – rekord kraju                                      |
| PB – rekord życiowy \| SB – najlepszy wynik w sezonie \| X – próba spalona \| – – pominięcie próby |

### Eliminacje
W rundzie eliminacyjnej zawodników podzielono na pięć grup. Do półfinałów awansowało bezpośrednio 2 pierwszych zawodników z każdego biegu oraz dodatkowo 2, którzy we wszystkich biegach uzyskali najlepsze czasy wśród przegranych.
| Pozycja | Bieg | Zawodnik                  | Reprezentacja     | Czas  | Uwagi |
| ------- | ---- | ------------------------- | ----------------- | ----- | ----- |
| 1       | 4    | Jamaal Torrance           | Stany Zjednoczone | 46.70 | Q     |
| 2       | 2    | David Gillick             | Irlandia          | 46.72 | Q     |
| 3       | 2    | William Collazo           | Kuba              | 46.78 | Q     |
| 4       | 4    | Edino Steele              | Jamajka           | 46.80 | Q     |
| 5       | 3    | Bershawn Jackson          | Stany Zjednoczone | 46.87 | Q     |
| 6       | 3    | Nery Brenes               | Kostaryka         | 46.94 | Q     |
| 7       | 5    | Chris Brown               | Bahamy            | 46.95 | Q     |
| 8       | 3    | Richard Buck              | Wielka Brytania   | 47.02 | q     |
| 9       | 1    | Dmitry Buryak             | Rosja             | 47.03 | Q     |
| 10      | 2    | Ricardo Chambers          | Jamajka           | 47.06 | q     |
| 11      | 1    | Michael Mathieu           | Bahamy            | 47.10 | Q     |
| 12      | 5    | Dienis Aleksiejew         | Rosja             | 47.18 | Q     |
| 13      | 1    | Rabah Yousif              | Sudan             | 47.21 |       |
| 14      | 5    | Marcin Marciniszyn        | Polska            | 47.23 |       |
| 15      | 1    | Santiago Ezquerro         | Hiszpania         | 47.26 |       |
| 16      | 4    | Brian Gregan              | Irlandia          | 47.26 |       |
| 17      | 5    | Arismendy Peguero         | Dominikana        | 47.28 |       |
| 18      | 3    | Clemens Zeller            | Austria           | 47.39 |       |
| 19      | 1    | Takeshi Fujiwara          | Salwador          | 48.21 | NR    |
| 20      | 2    | Dale Garland              | Wielka Brytania   | 48.26 |       |
| 21      | 4    | Nicolas Fillon            | Francja           | 48.28 |       |
| 22      | 4    | Jarrin Solomon            | Trynidad i Tobago | 48.37 |       |
| 23      | 3    | Lewis Banda               | Zimbabwe          | 48.85 |       |
| 24      | 5    | Andrés Silva              | Urugwaj           | 49.09 | SB    |
| 25      | 2    | Wala Gime                 | Papua-Nowa Gwinea | 49.92 | NR    |
| 26      | 3    | Gakologelwang Masheto     | Botswana          | 50.96 | SB    |
| 27      | 4    | Matthew Pangelinan        | Guam              | 55.33 | SB    |
| –       | 1    | Renny Quow                | Trynidad i Tobago | DNF   |       |
| –       | 5    | Mohammed Ghaleb Al-Omaisi | Jemen             | DNS   |       |

### Półfinał
Awans do finału gwarantowało tylko zajęcie pierwszych trzech pozycji w jednym z dwóch biegów półfinałowych (Q).
| Pozycja | Bieg | Zawodnik          | Reprezentacja     | Czas  | Uwagi |
| ------- | ---- | ----------------- | ----------------- | ----- | ----- |
| 1       | 1    | Bershawn Jackson  | Stany Zjednoczone | 46.13 | Q     |
| 2       | 1    | David Gillick     | Irlandia          | 46.15 | Q     |
| 3       | 1    | William Collazo   | Kuba              | 46.34 | Q, PB |
| 4       | 2    | Chris Brown       | Bahamy            | 46.64 | Q     |
| 5       | 2    | Jamaal Torrance   | Stany Zjednoczone | 46.69 | Q     |
| 6       | 2    | Nery Brenes       | Kostaryka         | 46.73 | Q, SB |
| 7       | 1    | Edino Steele      | Jamajka           | 46.84 |       |
| 8       | 2    | Dmitry Buryak     | Rosja             | 46.95 |       |
| 9       | 1    | Michael Mathieu   | Bahamy            | 47.09 |       |
| 10      | 1    | Dienis Aleksiejew | Rosja             | 47.22 |       |
| 11      | 2    | Richard Buck      | Wielka Brytania   | 47.70 |       |
| 12      | 2    | Ricardo Chambers  | Jamajka           | 48.02 |       |

### Finał
| Poz. | Zawodnik         | Reprezentacja     | Wynik | Uwagi |
| ---- | ---------------- | ----------------- | ----- | ----- |
|      | Chris Brown      | Bahamy            | 45.96 | SB    |
|      | William Collazo  | Kuba              | 46.31 | PB    |
|      | Jamaal Torrance  | Stany Zjednoczone | 46.43 |       |
| 4    | Nery Brenes      | Kostaryka         | 46.55 | SB    |
| 5    | David Gillick    | Irlandia          | 46.62 |       |
| 6    | Bershawn Jackson | Stany Zjednoczone | 46.84 |       |